# Pogo (singel Kizo i Okiego)
Pogo – singel polskiego rapera Kizo oraz rapera Okiego z albumu studyjnego Jeszcze pięć minut. Singel został wydany 26 sierpnia 2021 roku. Tekst utworu został napisany przez Patryka Wozińskiego i Oskara Kamińskiego.
Nagranie otrzymało w Polsce status platynowej płyty w 2022 roku, a w 2023 – dwukrotnie platynowej.
Singel zdobył ponad 15 milionów wyświetleń w serwisie YouTube (2023) oraz ponad 22 milionów odsłuchań w serwisie Spotify (2023).

## Nagrywanie
Utwór został wyprodukowany przez BaHsick. Za mix/mastering utworu odpowiada EnZU. Tekst do utworu został napisany przez Patryka Wozińskiego i Oskara Kamińskiego.

## Twórcy
- Kizo, Oki – słowa[1][2]
- Patryk Woziński, Oskar Kamiński – tekst[1][2]
- BaHsick – produkcja[1][2]
- EnZU – mix/mastering[1]

## Certyfikaty
| Kraj          | Certyfikat         |
| ------------- | ------------------ |
| Polska (ZPAV) | 2x platynowa płyta |